# Borskoe
Borskoe (in russo Борское?) è un villaggio dell'oblast' di Samara in Russia; è il centro amministrativo del distretto Borskij.
Si trova nella parte orientale della regione, a est-sud-est del capoluogo della oblast' Samara.